# Oncidium sect. Cebolletae
Oncidium sect. Cebolletae es una sección de orquídeas epifitas perteneciente al género Oncidium. Se caracterizan por tener las hojas alargadas y delgadas.

## Especies
1. Oncidium ascendens Lindley 1842

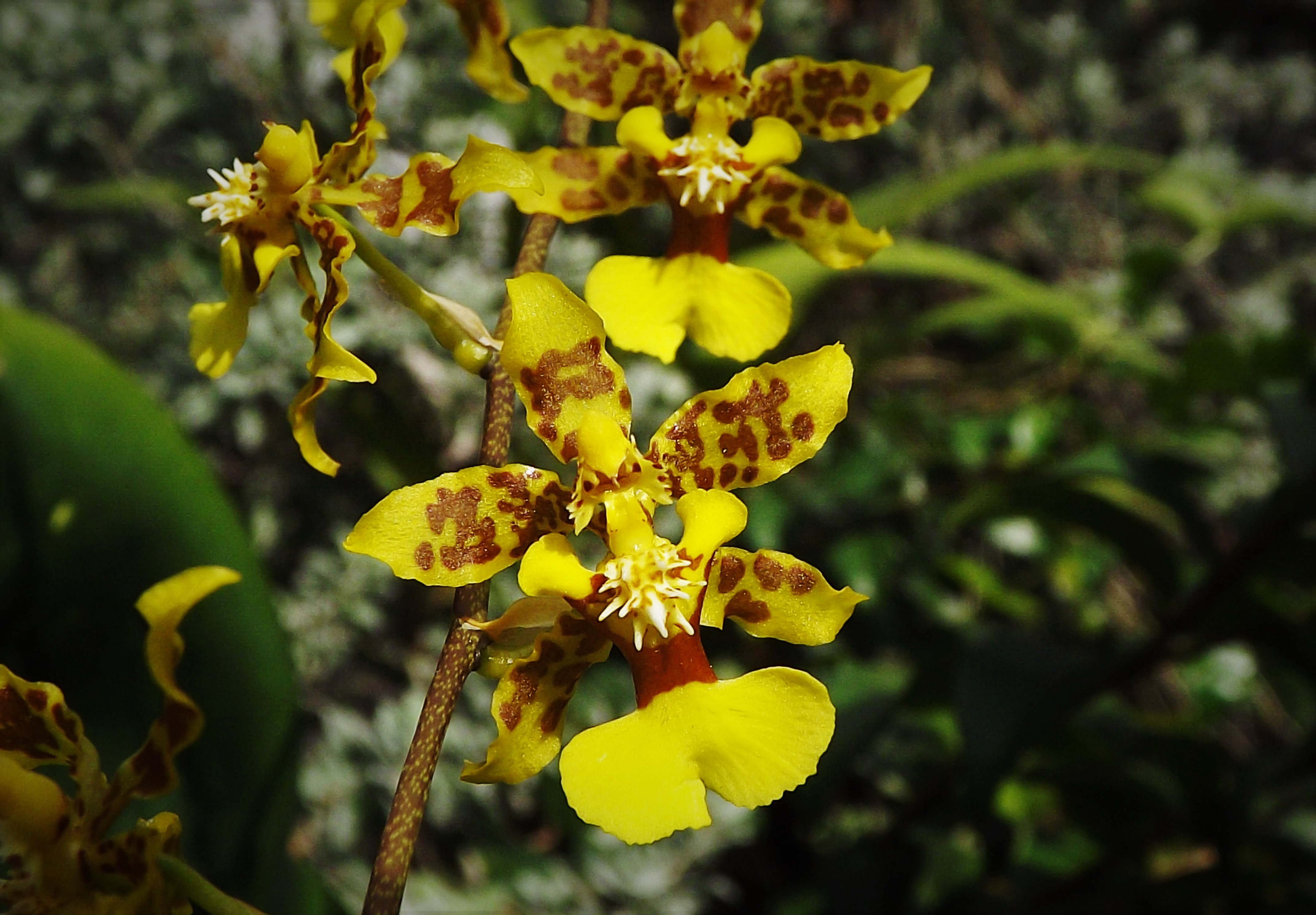
Orchids of Venezuela (Oncidium cebolleta)

2. Oncidium cebolleta (Jacq.) Sw. 1800 especie tipo
3. Oncidium jonesianum Rchb.f 1883
4. Oncidium nudum Bateman ex Lindl.1837
5. Oncidium sprucei Lindley 1855
6. Oncidium stacyi Garay 1973
7. Oncidium stipitatum Lindl. 1843
8. Oncidium teres Ames & C. Schweinf. 1925